# Gmina Dobromierz
Gmina Dobromierz je polská vesnická gmina v okrese Svídnice v Dolnoslezském vojvodství. Sídlem gminy je obec Dobromierz. V roce 2020 zde žilo 5 173 obyvatel.
Gmina má rozlohu 85,9 km² a zabírá 11,6 % rozlohy okresu. Skládá se z 12 starostenství.

## Části gminy
Starostenství
Borów, Bronów, Czernica, Dobromierz, Dzierzków, Gniewków, Jaskulin, Jugowa, Kłaczyna, Pietrzyków, Roztoka, Szymanów
Sídla bez statusu starostenství
Bronówek, Celów